# The Big 10
The Big 10 è il nono mixtape del rapper statunitense 50 Cent, pubblicato nel dicembre 2011. Fu pubblicato per celebrare i 10 anni dall'uscita del suo classico mixtape 50 Cent Is the Future.

## Tracce
1. Intro (Skit) / Body On It – 4:24
2. Niggas Be Scheming (featuring Kidd Kidd) – 4:10
3. Queens, NY (featuring Precious Paris) – 3:19
4. Skit / I Just Wanna (featuring Tony Yayo) – 4:21
5. Shooting Guns (featuring Kidd Kidd & Twanée) – 3:23
6. Put Your Hands Up – 2:27
7. Wait Until Tonight – 2:51
8. Skit / You Took My Heart – 3:23
9. Off & On – 2:40
10. Nah, Nah, Nah (featuring Tony Yayo) – 3:41
11. Stop Cryin' (bonus track) – 2:54
12. Outro (Skit) – 0:36